# Carlinhos (cầu thủ bóng đá, sinh tháng 8 năm 1994)
Carlos Antonio de Souza Júnior, (sinh ngày 8 tháng 8 năm 1994 ở Rio de Janeiro) là một cầu thủ bóng đá người Brasil, thi đấu cho Lugano ở vị trítiền đạo.

## Thống kê sự nghiệp
Tính đến 17 tháng 1 năm 2017
| Câu lạc bộ          | Mùa giải            | Giải vô địch        | Giải vô địch | Giải vô địch | Giải vô địch bang | Giải vô địch bang | Cúp     | Cúp       | Conmebol | Conmebol  | Khác    | Khác      | Tổng cộng | Tổng cộng |
| Câu lạc bộ          | Mùa giải            | Hạng đấu            | Số trận      | Bàn thắng    | Số trận           | Bàn thắng         | Số trận | Bàn thắng | Số trận  | Bàn thắng | Số trận | Bàn thắng | Số trận   | Bàn thắng |
| ------------------- | ------------------- | ------------------- | ------------ | ------------ | ----------------- | ----------------- | ------- | --------- | -------- | --------- | ------- | --------- | --------- | --------- |
| Paraná              | 2013                | Série B             | 7            | 0            | 12                | 4                 | 2       | 1         | —        | —         | —       | —         | 21        | 5         |
| Paraná              | 2014                | Série B             | 18           | 2            | 5                 | 0                 | 1       | 0         | —        | —         | —       | —         | 24        | 2         |
| Paraná              | 2015                | Série B             | 11           | 1            | 9                 | 3                 | 1       | 0         | —        | —         | —       | —         | 21        | 4         |
| Paraná              | Subtotal            | Subtotal            | 36           | 3            | 26                | 7                 | 4       | 1         | —        | —         | —       | —         | 66        | 11        |
| Botafogo–PB         | 2016                | Série C             | 15           | 1            | 9                 | 0                 | 7       | 2         | —        | —         | 6       | 1         | 37        | 4         |
| Tổng cộng sự nghiệp | Tổng cộng sự nghiệp | Tổng cộng sự nghiệp | 51           | 4            | 35                | 7                 | 11      | 3         | —        | —         | 6       | 1         | 103       | 15        |